# 金英哲
金英哲（韓語：김영철；1946年—），又译金英徹，朝鮮军人和政治人物。他擔任過朝鮮勞動黨中央委員會副委员长、统一战线部部长、最高人民會議代議員、常任委員會以及國務委員會委員等職務。朝鮮人民軍上将。

## 生平
金英哲1946年出生於两江道，他從万景台革命学院、金日成军事大学毕业。1962年，他在第15师服役，负责保护朝韩非军事区。1968年，他被任命为联合国军事停战委员会联络官。1976年，被任命为最高卫队司令部的指挥官。 1990年，他被提升为少将，并成为人民武装部队副司令和多国和平部队侦察局局长。1998年，他当选为第十届最高人民会议议员。金英哲从1990年开始参加了南北高层会谈，在2000年南北峰会期间，曾经任朝方礼仪警备相关的工作接触负责人。2003年又当选为第11届最高人民会议议员。2006至2007年，南北将军级军事会谈事担任朝方代表团中将团长。2009年2月由中将升任上将，被任命为人民武力部侦察总局局长，负责对韩国的谍报工作。2010年9月当选为朝鲜劳动党中央委员会委员、中央军委委员。2011年，他是金正日治丧委员会的成员。
金英哲被韩国认为是天安舰爆沉事件和延坪岛武力挑衅等大小事件的主谋。2016年1月，接替因为车祸去世的金养建，出任朝鲜劳动党中央书记、统一战线部部长。2016年5月，他当选为朝鲜劳动党第七届中央委员会委员、中央政治局委员、朝鲜劳动党中央军事委员会和朝鲜劳动党中央委员会副委员长。2018年2月24日，金英哲作为朝鲜奥运会代表团成员，参加平昌冬季奥林匹克运动会闭幕式。
2018年5月，金英哲访问美国纽约联合国大厦，这是朝鲜方面进入到美国本土的最高级别官员。5月31日，金英哲同美国国务卿迈克·蓬佩奥在纽约就是否恢复原定于6月12日在新加坡举行的美朝首脑会谈展开磋商。2019年2月，出席朝美首腦會談。同年3月，於最高人民會議選舉當選。接著，又獲選為最高人民會議常任委員會委员以及國務委員會委員。
2022年6月，金英哲不再擔任统一战线部部长。同年9月，金英哲不再擔任最高人民會議常任委員會委员。2023年6月，金英哲担任朝鲜劳动党中央委员会候选委员，同時兼任统一战线部顾问。